# Sthlm 01

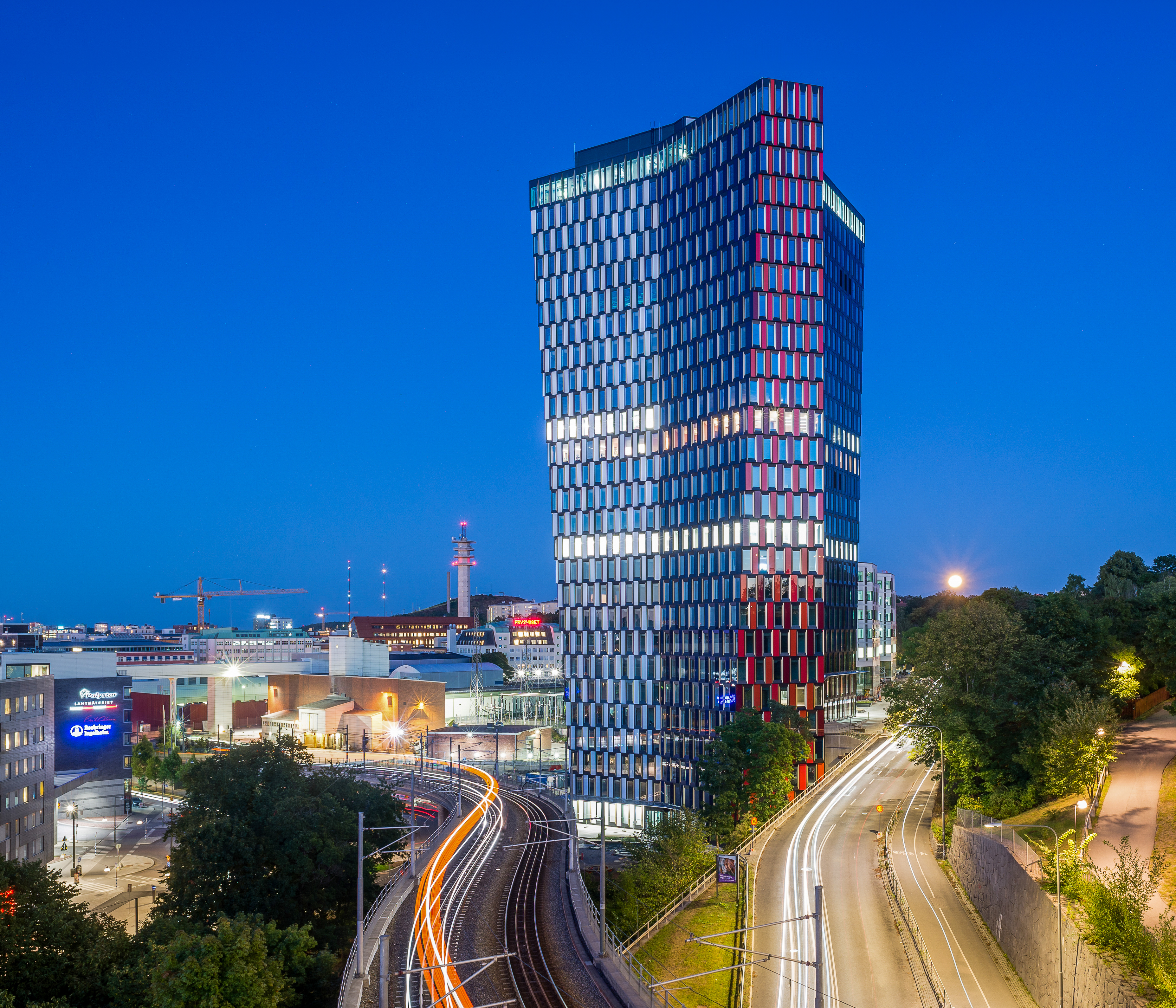
Sthlm 01 sett från Skanstullsbron i september 2021.

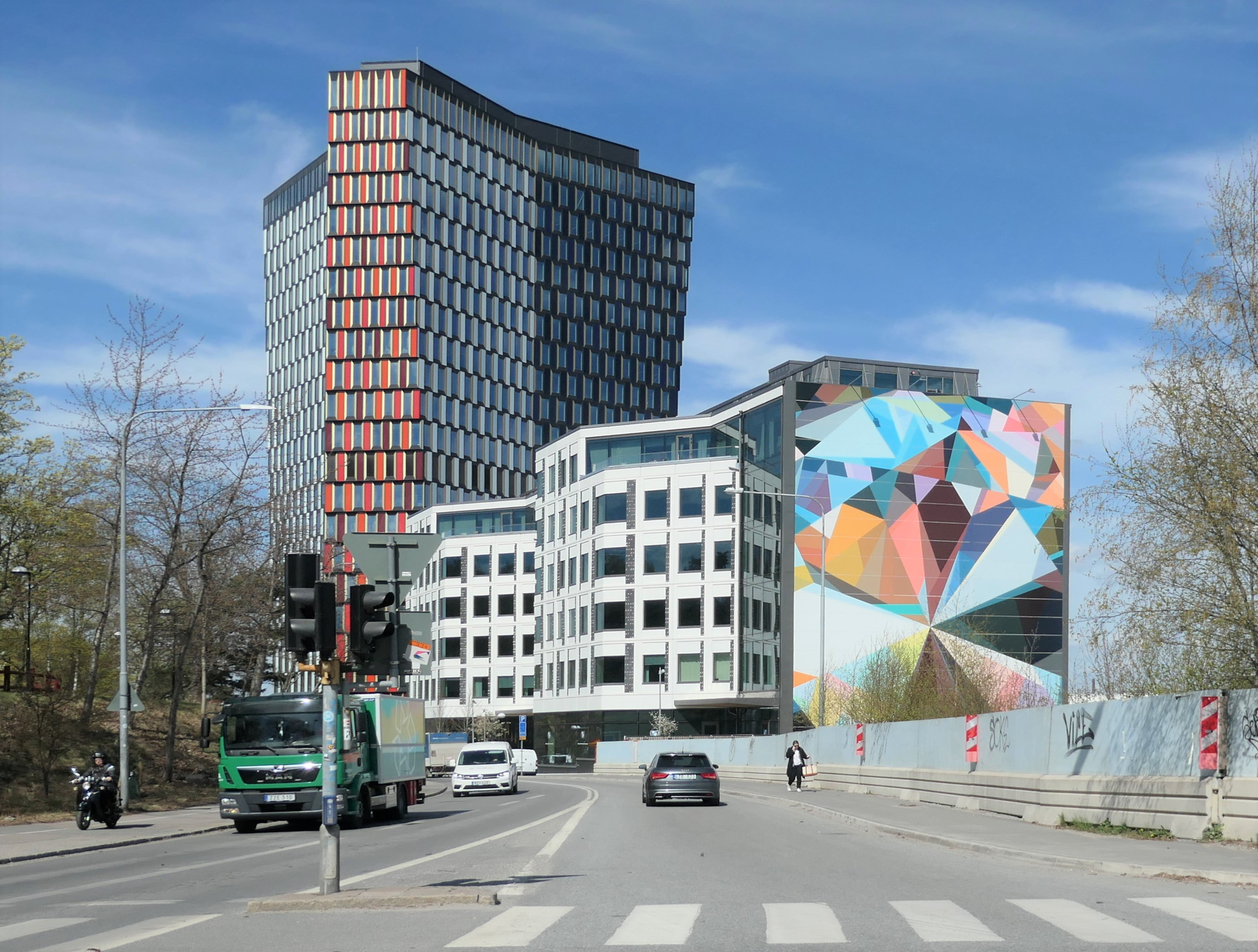
Sthlm 01 och grannbyggnaden Sthlm 04 i maj 2022.

Sthlm 01 är ett kontorshöghus i nära anslutning till Gullmarsplan i Mårtensdal i Södra Stockholm (Hammarby Sjöstad). Huset är 27 våningar högt och färdigställdes 2020.

## Beskrivning
Sthlm 01 är en del av Skanskas kontorsprojekt Sthlm New Creative Business Spaces. Tomten ligger i området Mårtensdal och sträcker sig längs med Hammarbybacken och Hammarbyvägen. Projektet markanvisades 2011 då Skanska började bygga bostäder och kontor i Fredriksdal. Detaljplanen vann laga kraft i juli 2016. Byggstart var i januari 2017.
Byggherre och entreprenör var Skanska och för den arkitektoniska utformningen svarar Byrån för Arkitektur och Urbanism (BAU) och Sauerbruch Hutton. Hela projektet omfattar sju huskroppar (Sthlm Seaside och Sthlm 01–06) med totalt 100 000 kvadratmeter kontorsyta, därav 35 000 kvadratmeter för Sthlm 01 som kommer att kosta omkring 1,3 miljarder kronor. Sthlm Seaside och Sthlm 03 är redan färdigställda och inflyttade. 

## Arkitektur
I hörnet Hammarbybacken och Hammarby allé uppfördes kontorshöghus med 27 våningar (102 meter över mark) och längs med Hammarbybacken byggdes ett lägre kontorshus. Höghusets plan är formad som en treudd med tre spetsar som växer utåt med stigande höjd och ökar i volym högre upp. Byggnadens ovanliga geometri beror på ett antal lokala förhållanden, exempelvis en begränsad tomtyta som på det viset kan nyttjas maximalt. Stommen består av betongelement med en kärna av platsgjuten betong. Kärnan har en hexagonal planform och innehåller tre hissar och två trapphus. Fasaderna kläs med prefabricerade fönsterelement av aluminium och glas i olika färger. Huvudentrén planeras mot Hammarbybacken, där huset är 23 våningar högt. En entré skall även anordnas från Hammarby allé. Högst upp finns en restaurang och skybar. En tunnelbanenedgång kommer eventuellt att byggas i anslutning till huset.

## Bilder från bygget

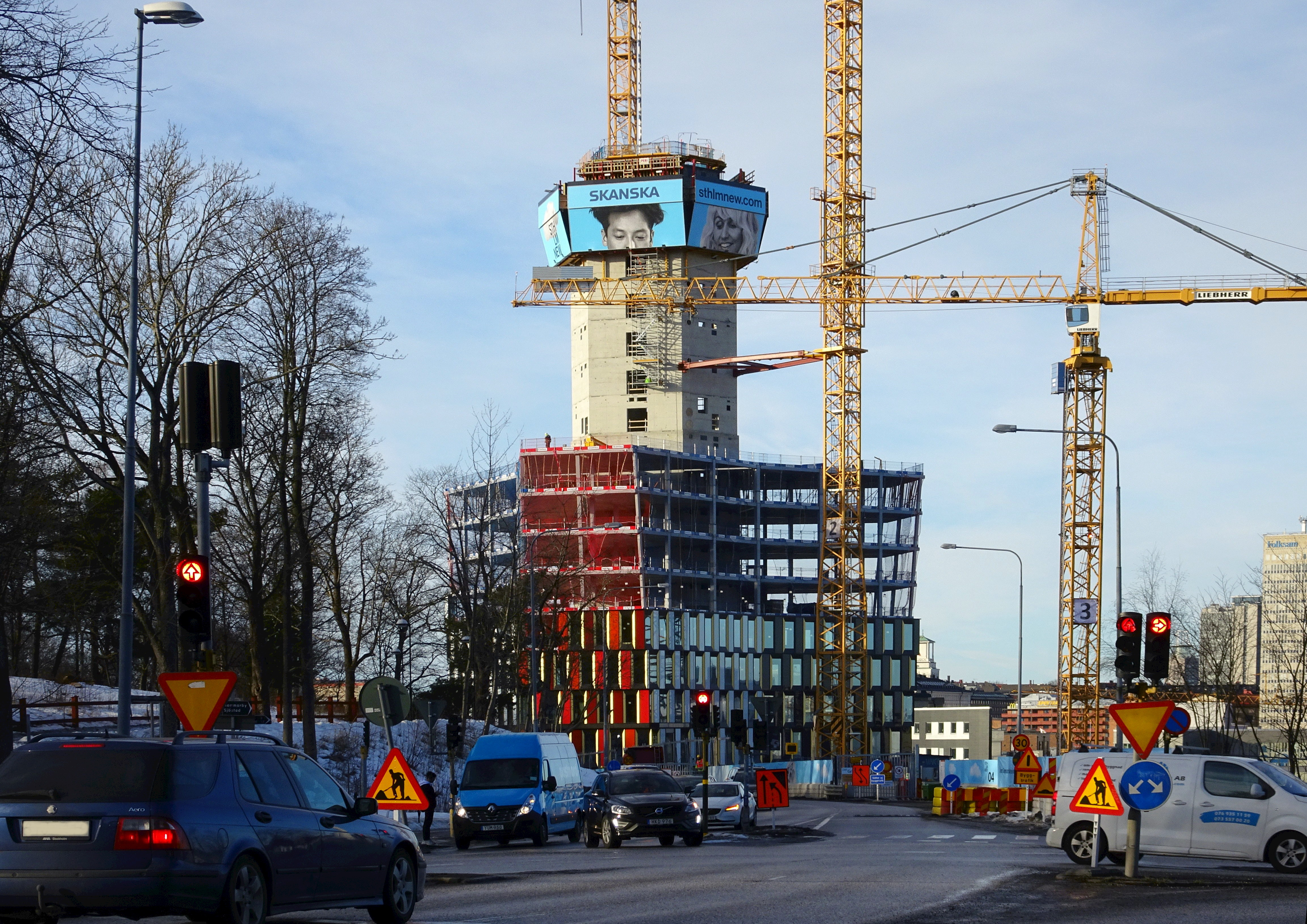
Februari 2019
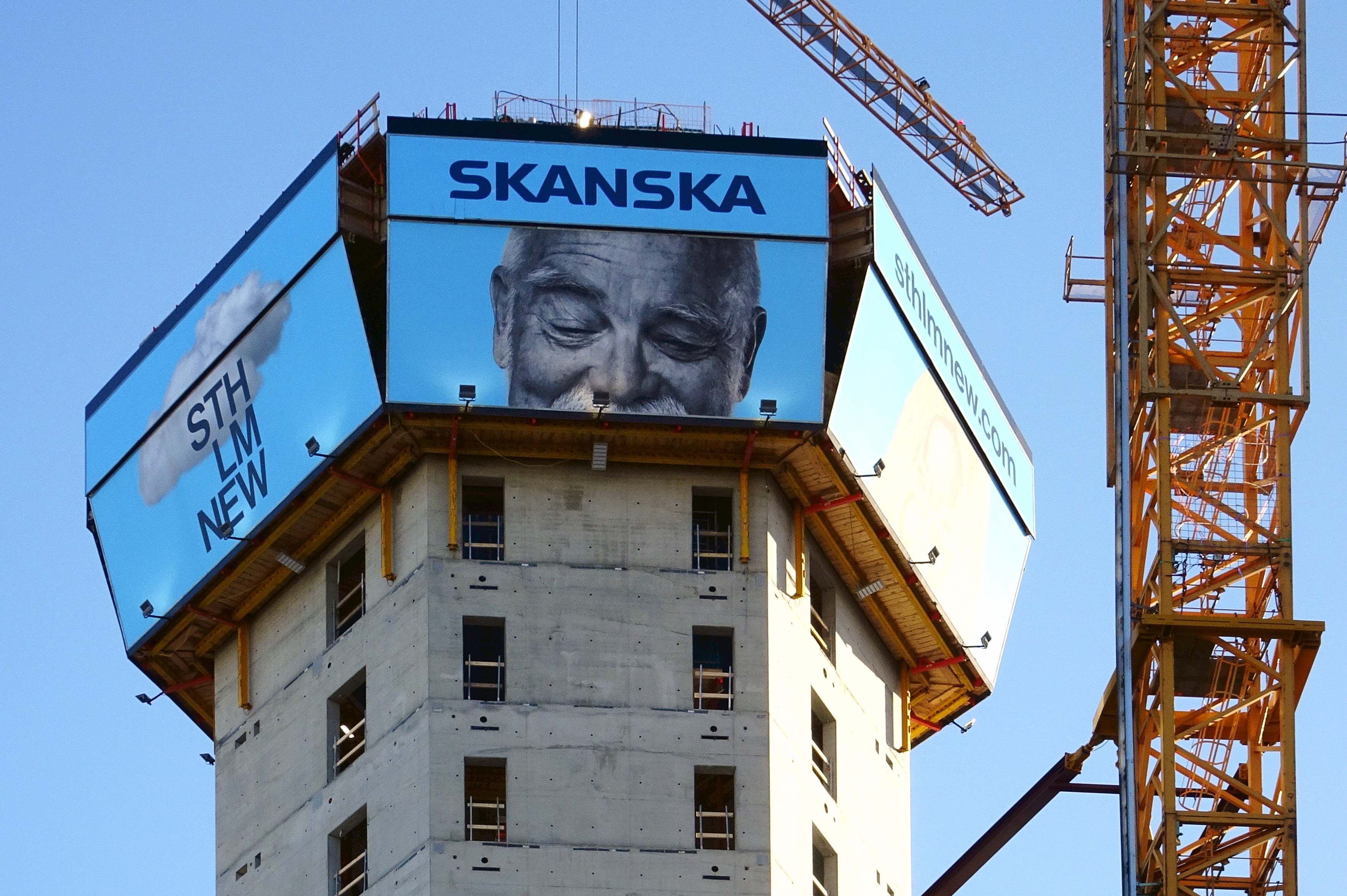
Februari 2019
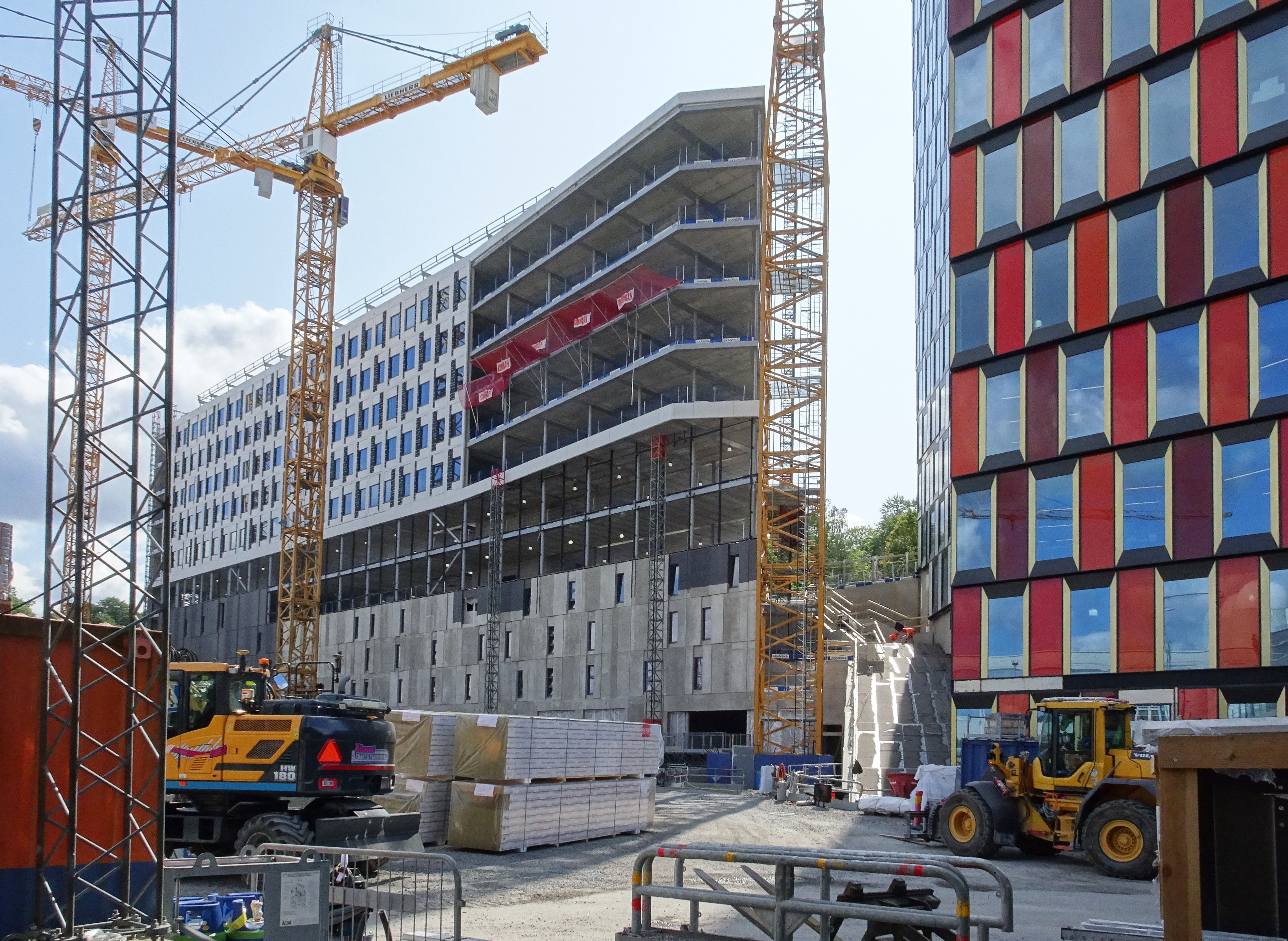
Augusti 2019
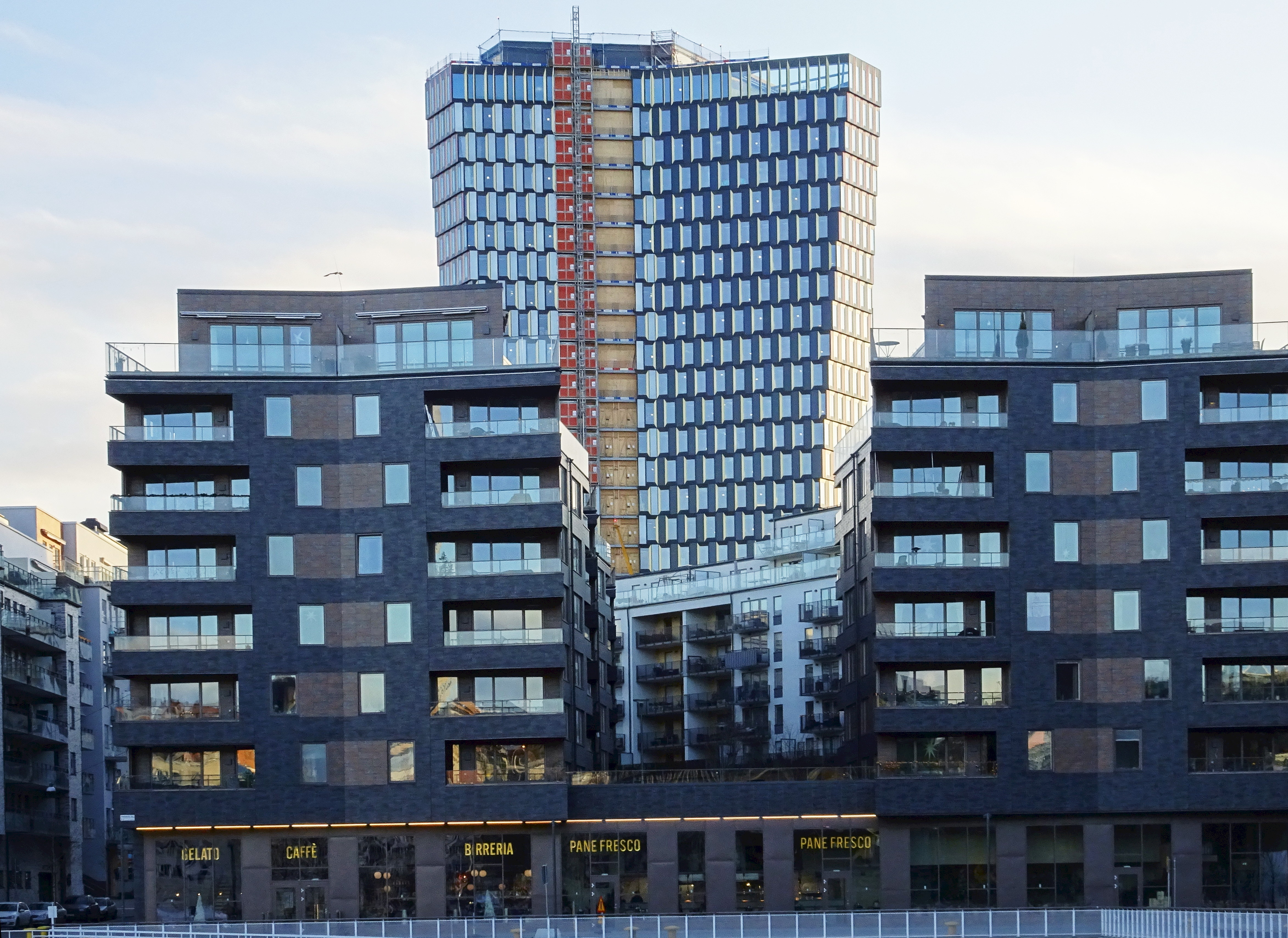
Januari 2020